# Pons Aemilius
Der Pons Aemilius (ital.: Ponte Emilio) ist die älteste bekannte Steinbrücke in Rom aus dem Jahre 174 v. Chr. und führte über den Fluss Tiber. Heute ist von ihr nur noch ein Bogen erhalten, der ohne Verbindung zum Ufer steht und nicht mehr zugänglich ist. Sie trägt daher heute den Namen Ponte Rotto (italienisch „zerstörte Brücke“).
Die Brücke war der Beginn der Via Aurelia und später der Via Portuensis, die zum Hafen Portus Romae an der Tibermündung führte. Die Cloaca Maxima mündet einige Meter unterhalb der Brücke in den Tiber.

## Baubeschreibung

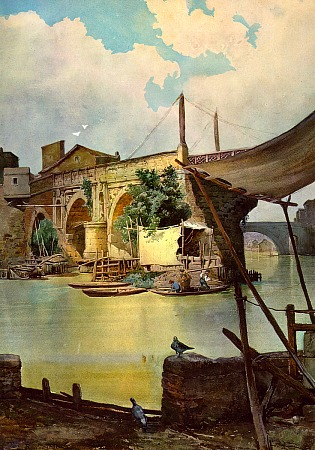
Ponte Rotto, von Ettore Roesler Franz, um 1880.

Die Brücke bestand in ihrer Hauptphase aus flachen Steinbögen auf sechs Pfeilern. Fünf der Pfeiler gründeten im Flussbett, einer am Ufer. Die Bogenzwickel sind mit Reliefs versehen, über seitlichen Bogendurchbrüchen unterhalb der Fahrbahn sind Skulpturen angebracht.

## Baugeschichte
Verantwortlich für den Bau des Pons Aemilius waren die Censoren Marcus Aemilius Lepidus und Marcus Fulvius Nobilior. In einer ersten Phase bestanden nur die Brückenpfeiler aus Stein (Travertin), während der komplette Überbau aus Holz gebaut war. Schon knapp 30 Jahre später, 142 v. Chr., wurde die Brücke unter den Censoren Scipio Aemilianus und Lucius Mummius auch mit steinernen Bögen ausgestattet. Seit der Bauzeit hatte sich die Wölbtechnik mit Keilsteinen verbessert.
Die Brücke wurde erstmals im 1. Jahrhundert n. Chr. gründlich restauriert. Zuständig für die Restaurierung war Augustus, der als Pontifex Maximus auch für die Instandhaltung der Brücken verantwortlich war. Zu dieser Zeit wurde die Brücke umbenannt in Pons Maximus, weil sie damals die größte Brücke Roms war. 
Der Wasserdruck auf die Brücke erhöhte sich in der nachantiken Zeit: Die Strömungsgeschwindigkeit des Tibers hatte durch das Verbreitern der Tiberinsel und die dadurch resultierende Flussbettverengung stark zugenommen. Daher kam es zu  einem erheblichen Verschleiß der Brücke. Mehrere Einstürze waren die Folge und trotz zahlreicher Restaurierungsversuche wurde die Brücke am 24. Dezember 1598 weitgehend zerstört: ein Hochwasser schwemmte zwei Pfeiler und drei Bögen fort. Die Folge hiervon war, dass sie nur noch vom linken Ufer aus betreten werden konnte. Seit 1885 steht nur noch ein einzelner Bogen in der Flussmitte.
Heute führt unmittelbar neben dem Pons Aemilius der Ponte Palatino über den Tiber, von dem aus der Ponte Rotto am besten besichtigt werden kann.